# Atlas, Rise!
Atlas, Rise! – trzeci singiel amerykańskiej, heavymetalowej grupy Metallica oraz ostatni promujący album studyjny Hardwired...To Self-Destruct.
31 października 2016 został udostępniony w wersji cyfrowej, a także ukazał się teledysk do tej piosenki. Utwór po raz pierwszy został zagrany przez zespół 1 listopada 2016 na koncercie w Bogocie, stolicy Kolumbii.

## Lista utworów
| Nr | Tytuł utworu   | Autorzy                     | Długość |
| -- | -------------- | --------------------------- | ------- |
| 1. | „Atlas, Rise!” | James Hetfield, Lars Ulrich | 6:31    |
|    |                |                             | 6:31    |

## Promocja
24 października 2016 na oficjalnej stronie kapela z San Francisco uruchomiła odliczanie do premiery utworu, która nastąpiła w Halloween, 31 października 2016. Była możliwość posłuchania tego utworu wcześniej za pomocą specjalnego kodu dostępu w darmowej masce halloweenowej z motywami albumu.

## Twórcy
- James Hetfield – wokal, gitara rytmiczna
- Lars Ulrich – perkusja
- Kirk Hammett – gitara prowadząca
- Robert Trujillo – gitara basowa